# Linda Meyers
Linda Meyers coniugata Tikalsky (Los Angeles, 1º luglio 1937) è un'ex sciatrice alpina, allenatrice di sci alpino e dirigente sportiva statunitense.

## Biografia

### Carriera sciistica

#### Stagioni 1957-1959
Sciatrice polivalente con maggior propensione alle prove tecniche originaria di Bishop e cresciuta sciisticamente a Mammoth Mountain, dove fu avviata all'agonismo da Jill Kinmont, Linda Meyers debuttò in campo internazionale in occasione della Roch Cup 1957 (Aspen, 22-24 febbraio), dove si classificò 3ª nella discesa libera, 8ª nello slalom gigante, 6ª nello slalom speciale e 5ª nella combinata, e nello stesso anno si piazzò 3ª nella discesa libera della Harriman Cup (Sun Valley, 23-24 marzo). L'anno dopo esordì ai Campionati mondiali e a Badgastein 1958 (2-9 febbraio) fu 19ª nella discesa libera, 30ª nello slalom gigante, 15ª nello slalom speciale e 13ª nella combinata; nel prosieguo di quella stagione si classificò 3ª nella combinata del Grand Prix du Printemps (Val-d'Isère, 26-28 marzo).
Nel 1959 vinse la discesa libera e lo slalom speciale dei Nor Am Championships (Squaw Valley, 21-23 febbraio), dove si piazzò anche 2ª nella combinata, lo slalom speciale della Harriman Cup (Sun Valley, 27-28 febbraio), dove fu anche 3ª nella combinata e lo slalom speciale e la combinata della Roch Cup (Aspen, 6-8 marzo, valida anche come Campionati statunitensi 1959), dove fu anche 2ª nello slalom gigante.

#### Stagioni 1960-1962
Nel 1960 al trofeo dell'Hahnenkamm (Kitzbühel, 15-17 gennaio) vinse lo slalom speciale della Ganslern e ai successivi VIII Giochi olimpici invernali di Squaw Valley 1960 (19-26 febbraio), suo esordio olimpico, si classificò 33ª nella discesa libera e non completò lo slalom gigante, infortunandosi durante la gara e terminando così anticipatamente la stagione; tornata alle gare nel 1961, vinse lo slalom speciale e la combinata e si piazzò 2ª nella discesa libera e nello slalom gigante della Roch Cup (Aspen, 24-26 febbraio) e fu 2ª nello slalom speciale e nella combinata della Harriman Cup (Sun Valley, 24-26 marzo).

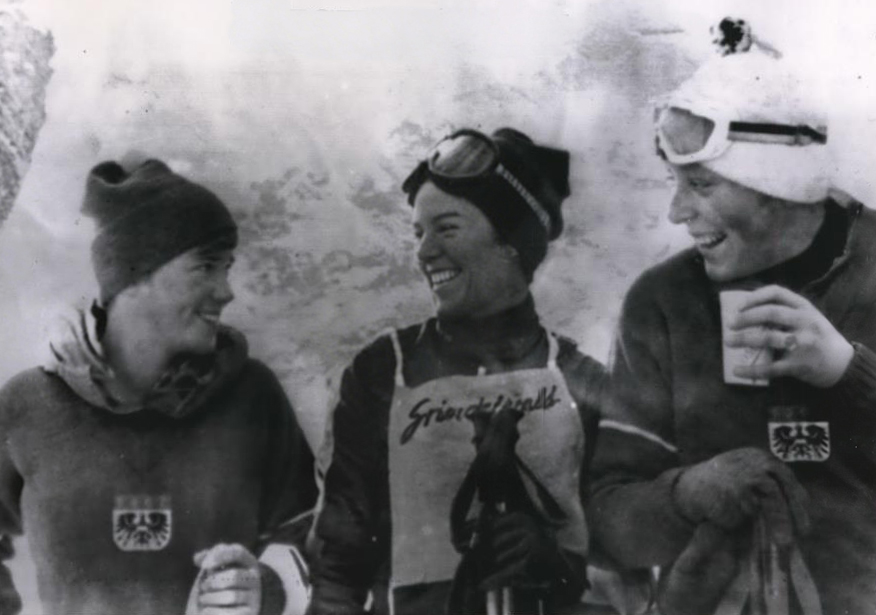
Il podio dello slalom gigante delle SDS-Rennen 1962 (Grindelwald, 10 gennaio): Linda Meyers, vincitrice, con Traudl Hecher (3ª, a sinistra) e Christl Haas (2ª, a destra)

Nella stagione 1961-1962 vinse lo slalom gigante e si classificò 3ª nello slalom speciale e nella combinata delle SDS-Rennen (Grindelwald, 9-12 gennaio), si piazzò 3ª  nella combinata del Grand Prix Feminine (Saint-Gervais-les-Bains, 1-3 febbraio) e partecipò ai Mondiali di Chamonix 1962 (10-18 febbraio), dove fu 17ª nella discesa libera, 15ª nello slalom gigante, 7ª nello slalom speciale e 5ª nella combinata.

#### Stagioni 1963-1965
Nel 1963 si classificò 2ª nello slalom speciale della Harriman Cup (Sun Valley, 29-31 marzo); l'anno dopo si piazzò 3ª nello slalom speciale di Oberstaufen del 3 gennaio e ai successivi IX Giochi olimpici invernali di Innsbruck 1964 (29 gennaio-9 febbraio), suo congedo olimpico e iridato, fu 30ª nello slalom gigante e 12ª nello slalom speciale. Nel prosieguo di quella stagione si classificò 3ª nei due slalom giganti, nello slalom speciale e nella combinata della Roch Cup (Aspen, 3-5 aprile) e nello slalom speciale del Barbara Henneberger Memorial (Sugar Bowl, 25-26 aprile).
Nel 1964-1965, sua ultima stagione agonistica, Linda Meyers fu 2ª nello slalom gigante, nello slalom speciale e nella combinata della Roch Cup (Aspen, 29-31 gennaio) e 3ª nello slalom gigante e nello slalom speciale del trofeo Silver Belt (Sugar Bowl, 24-25 aprile), suo congedo agonistico.

### Carriera da allenatrice e dirigente
Dopo il ritiro Linda Meyers lavorò come allenatrice di sci alpino negli Stati Uniti, principalmente a livello giovanile, e ricoprì vari incarichi dirigenziali in seno alla Federazione internazionale sci (comitato tecnico femminile dal 1968 al 1971), alla Federazione sciistica degli Stati Uniti (comitato juniores dal 1968 al 1970) e nell'organizzazione di diverse manifestazioni sciistiche statunitensi.

## Palmarès

### Classiche
Hahnenkamm
- 1 vittoria (slalom speciale a Kitzbühel 1960)

Harriman Cup
- 1 vittoria (slalom speciale a Sun Valley 1959)

Roch Cup
- 4 vittorie (slalom speciale, combinata ad Aspen 1959; slalom speciale, combinata ad Aspen 1961)

SDS-Rennen
- 1 vittoria (slalom gigante a Grindelwald 1962)

### Campionati statunitensi
- 17 medaglie (dati parziali):
  - 8 ori (discesa libera nel 1957[23]; slalom speciale, combinata nel 1959[9][24]; slalom speciale, combinata nel 1961[24]; slalom speciale, combinata nel 1962[25][24]; slalom speciale nel 1965[26])[2]
  - 5 argenti (dati parziali: combinata nel 1957[23]; slalom gigante nel 1959[9]; discesa libera, slalom gigante nel 1962[25]; combinata nel 1963[27])
  - 4 bronzi (dati parziali: discesa libera nel 1959[9]; slalom gigante, slalom speciale nel 1963[27]; slalom speciale nel 1964[28])

## Riconoscimenti
- U.S. Ski-Snowbaord Hall of Fame (1982)[2]